# 超級食物

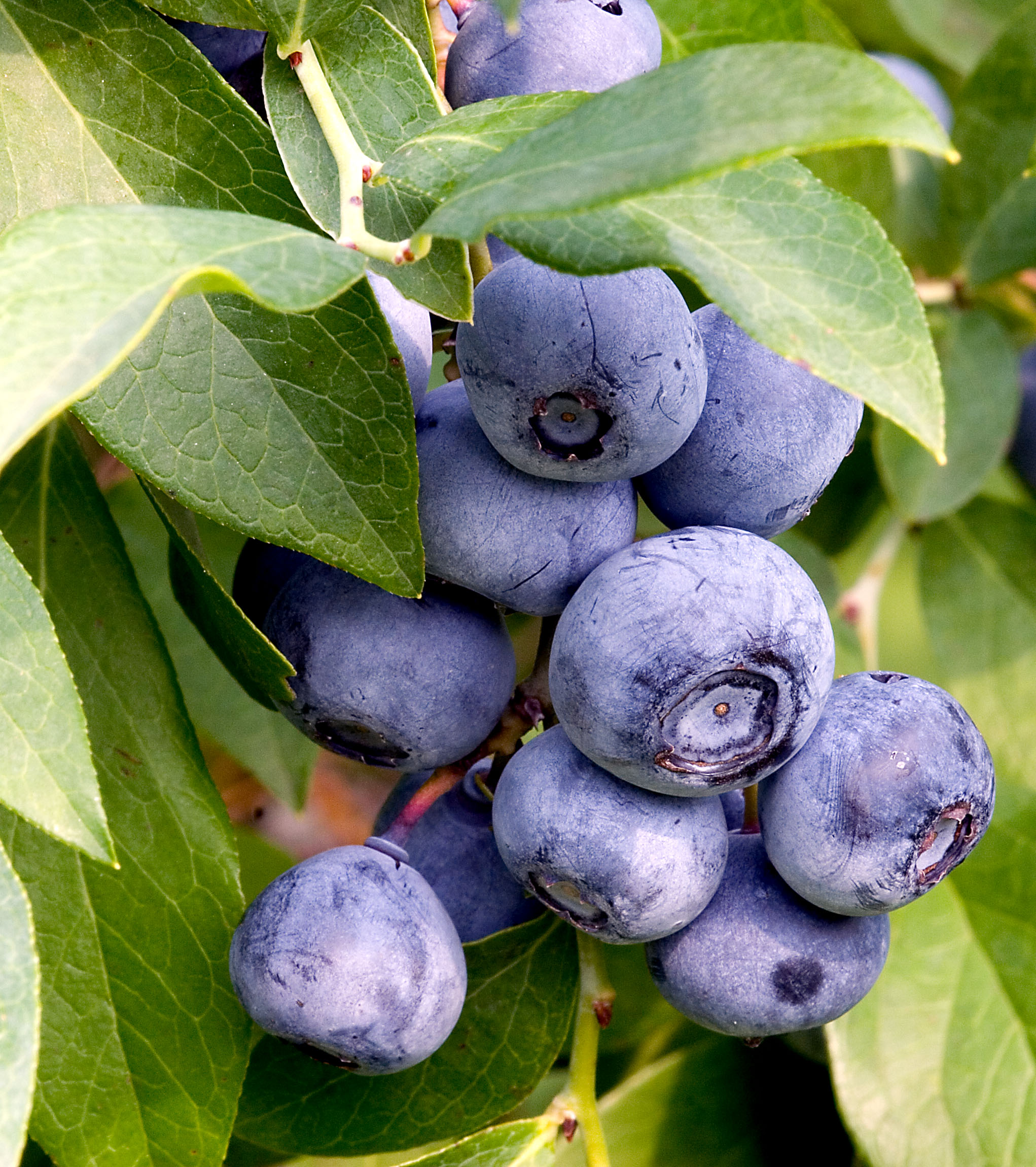
藍莓，被稱作超級食物的一種水果，其實沒有特別高的營養價值。

超級食物是一個行銷詞彙，意指各種宣稱有益健康的食物。營養師並不使用這個詞彙，許多營養師否認超級食物所宣稱的健康助益。

## 定義
麥克米倫字典中，超級食物（Superfood）定義為「對健康非常好、甚至可能對某些疾病有幫助的食物」。牛津字典則定義為「被認為對健康有益的非常營養的食物」。截至民國105年，中華民國的教育部國語詞典中沒有這個詞彙。
公益組織英國癌症研究協會表示「超級食物」只是個行銷手法，背後沒有多少科學基礎。網路醫生網站旗下的MedTerms網站則定義為「非醫學名詞，因傳播媒體普及，指可能有健康助益的性質（例如減少生病或改善生理或心理健康的任何面向）的食物。所謂的超級食物可能有特別高的抗氧化物、維生素或其他營養素。」。

## 使用規範
歐盟在2007年禁止使用超級食物這個詞，除非附上精確的醫學宣稱並且有可靠的科學研究支持。
2004年出現了「超級水果」這個詞，這個詞在科學界以及各大消費市場（如美國農業部、食藥署、歐洲食品安全局）都沒有官方定義，因此任何人不需經過任何認證就可以稱自己產品為超級水果。

## 例子
各種莓果，特別是藍莓，是很常見的例子，但仍缺乏足夠的科學研究，也沒有特別高的營養價值，相較之下菠菜的營養價值更高。
其他例子有羽衣甘藍和西洋菜、藜麥、各種堅果和種子如芡歐鼠尾草種子奇亞籽、亞麻子和南瓜子。

## 商業影響
食物風潮本就來來去去。20世紀初，人們稱香蕉是「被大自然密封在無菌的包裝中」，並且讚揚它是乳糜瀉的療方，可以說是超級食物的始祖。
在1996~2005年間，第一波的超級食物自大洋洲（諾麗果）、中國（枸杞和沙棘）、東南亞（山竹）、南美（阿薩伊果）、西亞（石榴）開始試圖進入西方消費市場。諾麗果、石榴和山竹等大多數消費者無法接受的鮮果成功地以以果汁的形式打入西方市場，在2005年左右開始飛快成長。第一波產品在2013年開始退流行，被北歐的森林莓果和非洲的猴麵包樹取代。
超級食物在2007~2014年間成長為上百億美元的全球產業，每年有上萬種新產品進入市場，在2007~2008年間成長率達67%，但在2011~2013間開始減緩，消費者開始質疑這些產品的效能和價格。超級水果除了以果汁的形式販售，也有越來越多廠商開發以超級水果作為其他食品的添加物、保健食品、能量飲料、或是加入美妝產品中，如此可以遮掩食物不好吃的味道。行銷的成功與否取決於水果的品質、對健康有益的科學證據、行銷策略、智慧財產權的保護等等。

## 健康影響
超級食物不能取代健康而均衡的飲食，人們也不宜靠所謂的超級食物來降低癌症風險 。營養師認為超級食物只是個行銷詞彙，並且如果用在有些不宜多食的食物 ，反而可能有害。例如有些被稱為超級食物的海帶含有天然毒素，可能傷肝或提高癌症風險。歐洲食品信息委員會和荷蘭食品中心都表示超級食物健康和醫療宣稱通常缺少科學研究支持，大量使用超級食物反而易造成飲食不均衡。 2013年一篇對綠茶抗癌功能的綜合研究讓美國食藥署公開警告相關的不實廣告。